# Crizia (dialogo)
Il Crizia (in greco antico: Κριτίας?) è uno degli ultimi dialoghi di Platone. Strutturato come una continuazione del Timeo (stessi personaggi, e quindi stessa data drammatica), si tratta di un dialogo incompiuto, che si conclude con la narrazione del mito di Atlantide, che probabilmente doveva rappresentare la parte centrale dell'opera. Secondo alcuni studiosi sarebbe seguito un ipotetico terzo dialogo intitolato Ermocrate a completamento della trilogia.
Per quanto riguarda lo stile, il Crizia si presenta come un lungo monologo di Crizia (lo zio di Platone, a capo dei Trenta Tiranni), a cui cede la parola Timeo, protagonista dell'omonimo dialogo. Nel suo lungo discorso, Crizia narra le origini dell'Attica secondo la testimonianza di Solone, cogliendo l'occasione per alcune riflessioni di filosofia politica che, molto probabilmente, avrebbe dovuto poi sviluppare nella seconda parte, mai scritta. Inoltre, stando a quanto afferma Socrate in 108a, alcuni commentatori ipotizzano che a questo sarebbe dovuto seguire un terzo dialogo, in cui avrebbe avuto la parola Ermocrate.

## Contenuto
Riprendendo le conclusioni a cui era giunto con il suo discorso precedente (Timeo 92c), Timeo lascia la parola a Crizia, che dovrà continuare il ragionamento parlando delle cose umane. Si tratta di argomenti sui quali tutti sono molto esigenti, poiché bisogna parlare di uomini agli uomini: per questo motivo, Crizia chiede e ottiene che i suoi interlocutori siano indulgenti, e lo stesso viene concesso anche a Ermocrate, che parlerà dopo di lui (106a-108d).

### Le origini dell'Attica
Sono passati 9000 anni – ricorda Crizia riprendendo quanto detto nel Timeo – da quando scoppiò la guerra tra i popoli che abitavano le due parti delle Colonne d'Ercole, sotto la guida delle città di Atene e Atlantide. Le origini di ciò sono molto antiche, e risalgono all'epoca in cui gli dèi si spartirono la terra in base a criteri razionali, senza le contese di cui parla la mitologia. Atena ed Efesto, affini sia perché fratelli sia perché entrambi amanti della sapienza e dell'arte, ebbero in comune il dominio sull'Attica, terra congeniale alla virtù e al pensiero, in cui sarebbero stati generati uomini retti. Le due divinità provvidero anche all'ordinamento politico della regione, dividendo i cittadini, uomini e donne, in due classi, distinguendo nettamente i guerrieri dagli altri. Essi infatti facevano vita comune, non possedevano beni privati, non maneggiavano metalli preziosi e mangiavano solo il necessario per vivere. Inoltre, l'Attica era una terra fertile e rigogliosa, e i suoi confini geografici erano ben diversi da quelli attuali, poiché parte dei territori originari sono scomparsi, inghiottiti dalle acque a seguito di cataclismi avvenuti nel corso dei secoli (109c-112e).

### Il mito di Atlantide

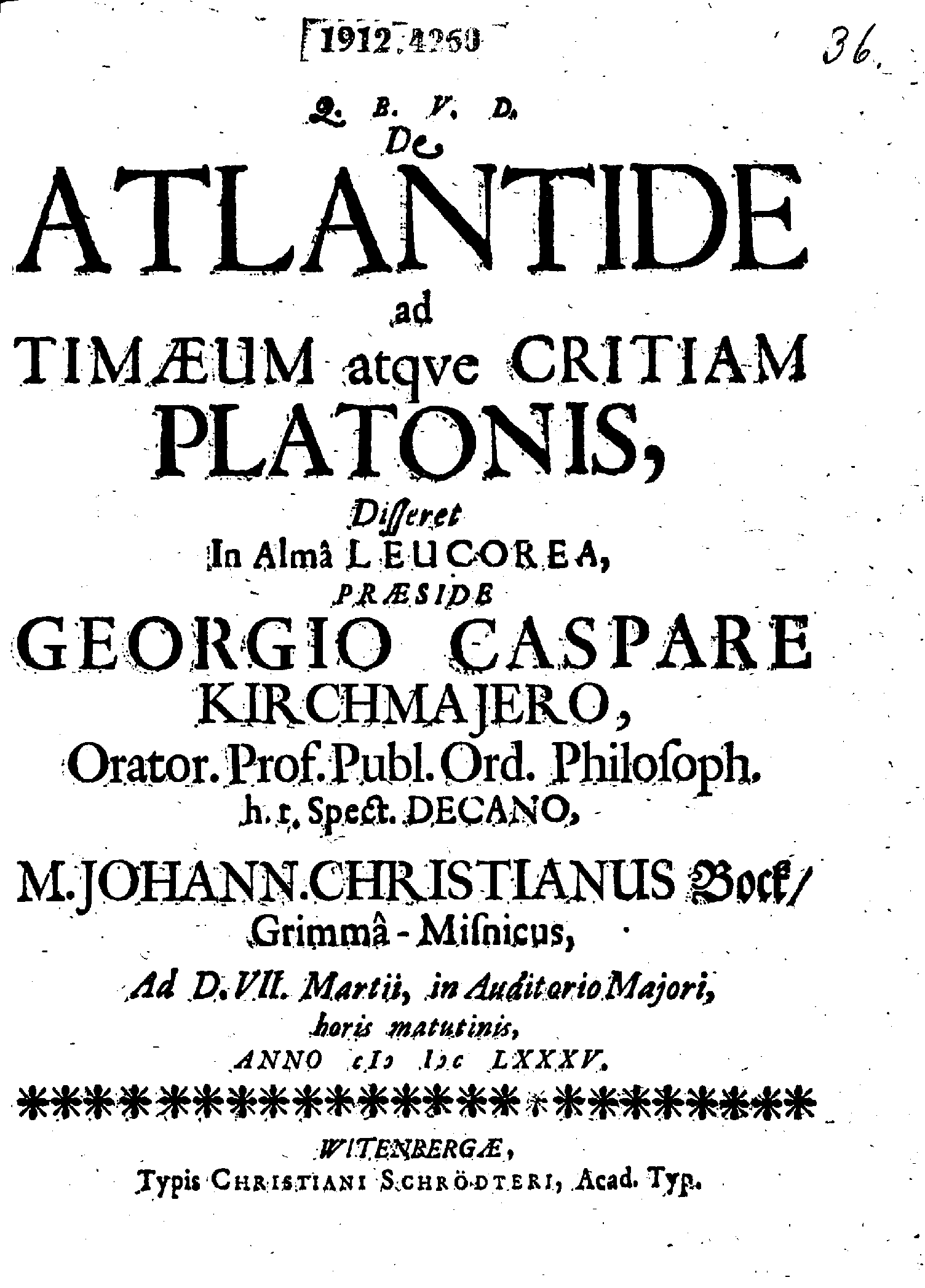
De Atlantide ad Timaeum atque Critiam Platonis (Johann Christian Bock, 1685).

A Poseidone, invece, toccò in sorte Atlantide. Il dio si innamorò di Clito, una fanciulla dell'isola, e «recinse la collina dove ella viveva, alternando tre zone di mare e di terra in cerchi concentrici di diversa ampiezza, due erano fatti di terra e tre d'acqua», rendendola inaccessibile agli uomini, che all'epoca non conoscevano la navigazione. Rese inoltre rigogliosa la parte centrale, occupata da una vasta pianura, facendovi sgorgare due fonti, una di acqua calda e l'altra di acqua fredda. Poseidone e Clito ebbero dieci figli, il primo dei quali, Atlante, sarebbe divenuto in seguito il governatore dell'Impero. La civiltà atlantidea divenne una monarchia ricca e potente e l'isola fu divisa in dieci zone, ognuna governata da un figlio del dio del mare e dai relativi discendenti. La terra generava beni e prodotti in abbondanza, e sull'isola sorgevano porti, palazzi reali, templi e altre maestose opere. Al centro della città vi era il santuario di Poseidone e Clito, lungo uno stadio, largo tre plettri ed alto in proporzione, rivestito di argento al di fuori e di oricalco, oro e avorio all'interno, con al centro una statua d'oro di Poseidone sul suo cocchio di destrieri alati, che arrivava a toccare la volta del tempio.
Ognuno dei dieci re governava la propria regione di competenza, ed erano legati gli uni agli altri dalle disposizioni previste da Poseidone e incise su una lastra di oricalco posta al centro dell'isola, attorno a cui si riunivano per prendere decisioni che riguardavano tutti. Crizia descrive anche il rituale da eseguire prima di deliberare, che prevedeva una caccia al toro armati solo di bastoni e una libagione con il sangue dell'animale ucciso, seguita da un giuramento e da una preghiera (119c-120c). La virtù e la sobrietà dei governanti durò per molte generazioni, finché il carattere umano ebbe il sopravvento sulla loro natura divina. Caduti preda della bramosia e della cupidigia, gli abitanti di Atlantide si guadagnarono l'ira di Zeus, il quale chiamò a raccolta gli dèi per deliberare sulla loro sorte (120d-121c).

## L'utopia politica

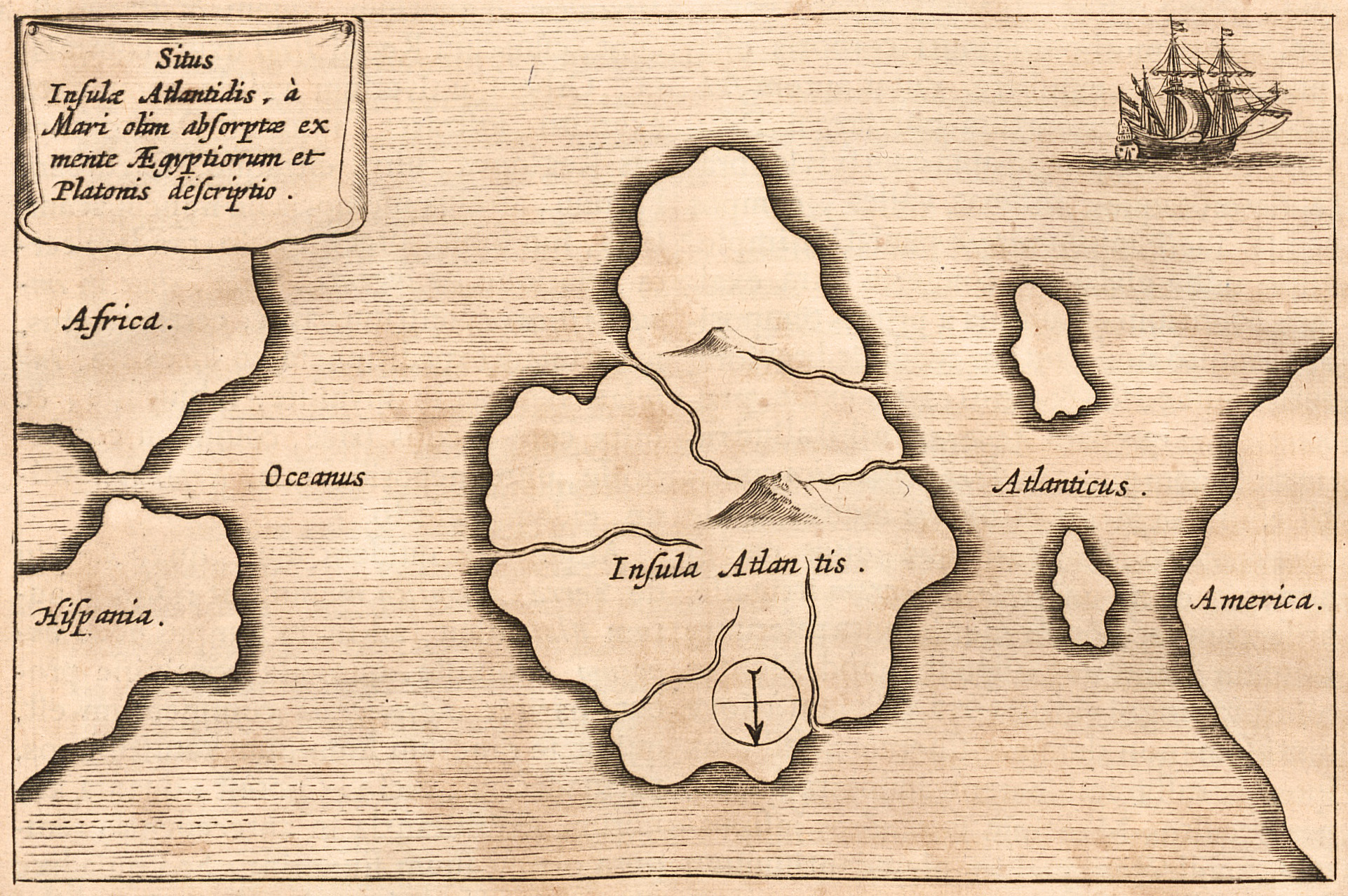
Mappa immaginaria di Atlantide dal Mundus Subterraneus di Athanasius Kircher, pubblicato ad Amsterdam nel 1665.

Le notizie che Platone narra di Atlantide provengono molto probabilmente dalla tradizione greca, da Creta e forse dall'Egitto e da altre fonti perdute, il tutto reinterpretato letterariamente dal filosofo. È anzitutto evidente il punto di vista da cui viene narrato il mito, che pone al centro la città di Atene, simbolo di sobrietà e rigore. Ma oltre all'immediato paragone con la polis corrotta dell'epoca di Platone, è riscontrabile nel dialogo una proposta utopica, che si esprime nella contrapposizione delle due città, a cui corrispondono due diverse concezioni del modello divino.
Sia l'Atene primitiva, suddivisa in aree da coltivare e abitata da contadini e artigiani, sia la ricca e potente Atlantide sono infatti rappresentazioni del modello divino tratteggiato nel Timeo, a cui la città “storica” deve guardare nella sua organizzazione politica ed economica; la loro decadenza invece, sentenziata da cataclismi naturali e, nel caso di Atlantide, dovuta alla cupidigia degli uomini, è un palese richiamo alla corruzione degli Stati già descritta nella Repubblica. In analogia con la struttura del Timeo, la seconda parte del Crizia avrebbe dovuto descrivere la realtà intermedia tra il logos e il disordine, con un chiaro riferimento alla situazione delle poleis nel decennio tra il 360 e il 350 a.C., caratterizzata da scontri tra un centro e l'altro per il controllo dei traffici commerciali: decaduta anch'essa dopo la scomparsa della città rivale, l'Atene del mito avrebbe potuto salvarsi dall'inesorabile declino solo rivolgendosi a leggi ispirate al Bene.

### Edizioni italiane
- Platone, Crizia, a cura di Francesco Adorno, collana Dialoghi politici e lettere, Torino, Utet, 1953, SBN RCA0768298.
- Platone, Crizia, a cura di Gabriele Giannantoni, collana Opere complete. Vol. VI: Clitofonte, La Repubblica, Timeo e Crizia, traduzione di Francesco Sartori e Cesare Giarratano, 1984, ISBN 88-420-1951-8.
- Platone, Crizia, a cura di Enrico Valdo Maltese, collana Tutte le opere, traduzione di Umberto Bultrighini, Roma, Newton Compton, 2009, ISBN 88-8183-748-X.

### Saggi
- Francesco Adorno, Introduzione a Platone, Bari, Laterza, 1978.
- Lyon Sprague De Camp, Il mito di Atlantide e dei continenti scomparsi, Roma, Fanucci, 1980.